# Bocula punctilineata
Bocula punctilineata là một loài bướm đêm trong họ Noctuidae.